# 白列紫斑蝶
白列紫斑蝶（學名：Euploea camaralzeman），又名 咖瑪紫斑蝶、白帶斑蝶、玉帶紫斑蝶。是一種分布於東洋界的斑蝶族蝴蝶。

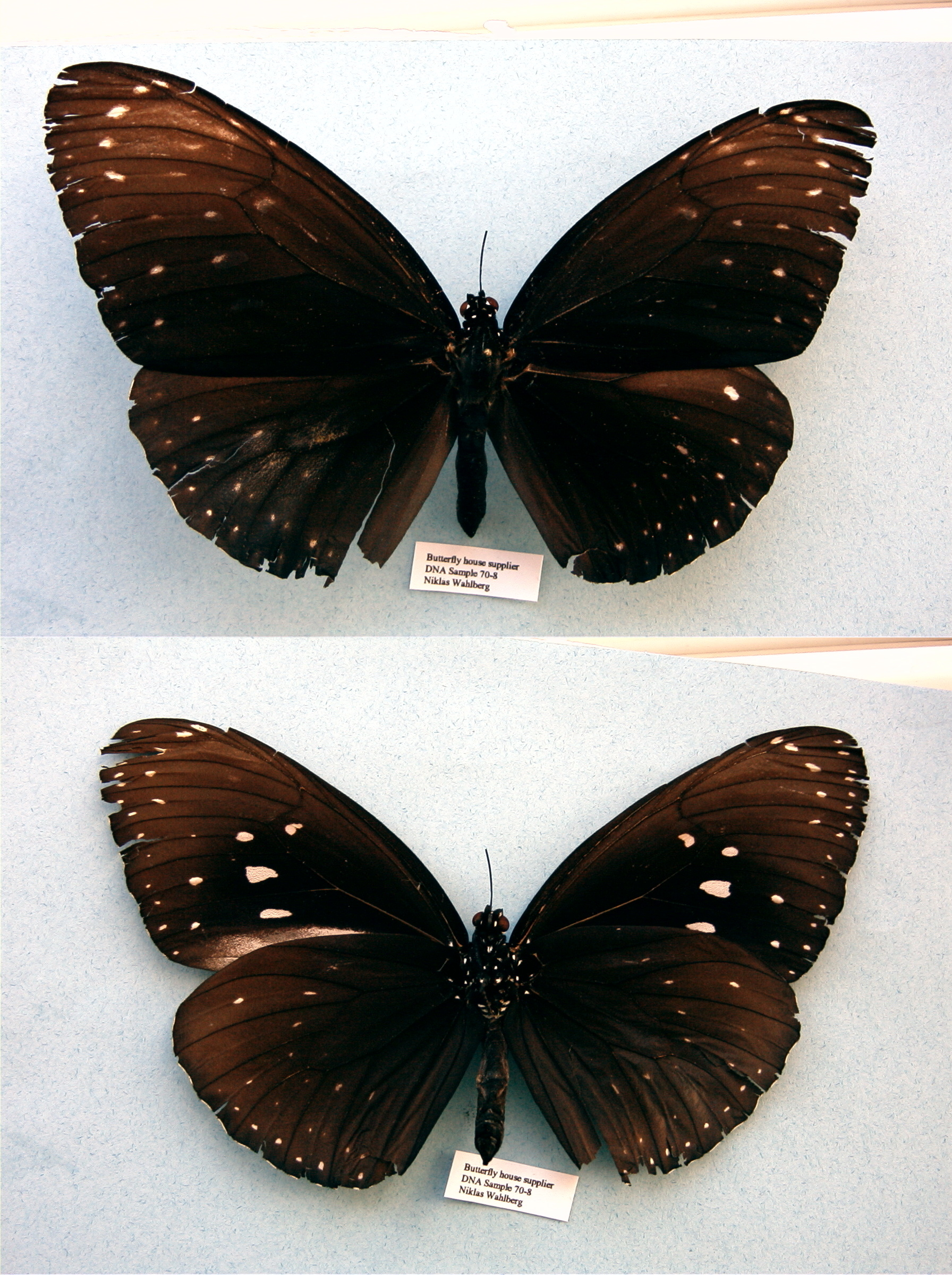

其幼蟲以夾竹桃科羊角拗屬金龍花（dichotomus）為食。

## 亞種
- E. c. camaralzeman（緬甸、泰國、越南）
- E. c. claudina Staudinger, 1889（巴拉望）
- E. c. cratis Butler, 1866（菲律賓：呂宋島、巴布延群島；日本）
- E. c. formosana Matsumura, 1919（臺灣、日本）
- E. c. hypanis Fruhstorfer, 1910（爪哇、小巽他群島）
- E. c. malayica (Butler, 1878)（蘇門答臘、馬來半島）－蘭卡威馬來烏鴉蝶
- E. c. paraclaudina Pendlebury, 1939（馬來半島）
- E. c. scudderi (Butler, 1878)（婆羅洲）